# Valentín Larralde
Valentín Larralde (15 de noviembre de 2000, Berazategui, Buenos Aires, Argentina) es un futbolista argentino que juega como mediocampista en Defensa y Justicia de la Primera División de Argentina.

## Trayectoria

### Inicios
Sus comienzos fueron en un club de baby fútbol en donde vivía, El Pato (partido de Berazategui). Luego de esto estuvo 2 años en Independiente, a posterior parte a Gimnasia La Plata donde hizo casi todas las juveniles, hasta 5.ª división, quedando libre en "El Lobo" y en 2018 llegó a Defensa y Justicia. Hizo pruebas y Guillermo Hernando lo dejó en la reserva, después llegó Pablo De Muner y le fue dando más minutos, hasta que pudo llegar a entrenar en Primera.

### Defensa y Justicia
Debutó en el futbol profesional el 21 de noviembre de 2020 jugando por el Halcón de Varela que era dirigido por Hernán Crespo, en un partido contra Colón de Santa Fe disputado en el Estadio Brigadier General Estanislao López ingresando en el minuto 34" del primer tiempo por Enzo Fernández, finalizando el partido 2-0 en favor del equipo santafesino.
Fue parte del plantel histórico que obtuvo la mejor campaña de su historia obteniendo la Copa Sudamericana 2020 contra Lanús y la Recopa Sudamericana 2021 que ganaron a Palmeiras.

### Arsenal
El 26 de junio de 2021, fue cedido a Arsenal de Sarandí por un año y medio, sin cargo ni opción de compra, club que era dirigido por Sergio Rondina, jugó 14 partidos y no convirtió goles.

### San Martín de Tucumán
En enero de 2022 fue presentado en San Martín de Tucumán club que era dirigido por un exentrenador que había tenido en las inferiores de Defensa y Justicia, Pablo de Muner, y que disputaba la Primera Nacional, en El Santo fue unas de las figuras del equipo logrando disputar cerca de 33 partidos, teniendo una muy buena fase regular durante todo el año que le permitió quedar tercero en fase regular, clasificando directamente a cuartos de final del reducido. En playoffs, sufrió un mazazo inesperado en La Ciudadela ante Defensores de Belgrano y el sueño de ascenso se truncó.

### O'Higgins (Chile)
El 16 de diciembre de 2022, se oficializó la incorporación de Larralde al Club Deportivo O'Higgins de la Primera División de Chile en calidad de préstamo, siendo esta su primera experiencia en el fútbol extranjero. Debutó con el equipo de Rancagua el 20 de enero de 2023, en la primera fecha del Campeonato Nacional 2023 ante Magallanes en el Estadio Municipal de San Bernardo.

## Estadísticas
Actualizado hasta su último partido disputado el 26 de octubre de 2024.
| Club                             | Div.          | Temporada     | Liga  | Liga  | Liga   | Copas nacionales | Copas nacionales | Copas nacionales | Copas internacionales | Copas internacionales | Copas internacionales | Total | Total | Total  |
| Club                             | Div.          | Temporada     | Part. | Goles | Asist. | Part.            | Goles            | Asist.           | Part.                 | Goles                 | Asist.                | Part. | Goles | Asist. |
| -------------------------------- | ------------- | ------------- | ----- | ----- | ------ | ---------------- | ---------------- | ---------------- | --------------------- | --------------------- | --------------------- | ----- | ----- | ------ |
| Defensa y Justicia Argentina     | 1.ª           | 2020          | —     | —     | —      | 4                | 1                | 0                | 8                     | 0                     | 2                     | 12    | 1     | 2      |
| Defensa y Justicia Argentina     | 1.ª           | 2021          | 7     | 0     | 0      | —                | —                | —                | 1                     | 0                     | 0                     | 8     | 0     | 0      |
| Arsenal de Sarandí Argentina     | 1.ª           | 2021          | 12    | 0     | 0      | —                | —                | —                | 2                     | 0                     | 0                     | 14    | 0     | 0      |
| Arsenal de Sarandí Argentina     | Total club    | Total club    | 12    | 0     | 0      | 0                | 0                | 0                | 2                     | 0                     | 0                     | 14    | 0     | 0      |
| San Martín (T) Argentina         | 2.ª           | 2022          | 33    | 1     | 3      | 1                | 0                | 0                | —                     | —                     | —                     | 34    | 1     | 3      |
| San Martín (T) Argentina         | Total club    | Total club    | 33    | 1     | 3      | 1                | 0                | 0                | 0                     | 0                     | 0                     | 34    | 1     | 3      |
| C. D. O'Higgins · Chile          | 1.ª           | 2023          | 15    | 0     | 2      | 2                | 0                | 0                | —                     | —                     | —                     | 17    | 0     | 2      |
| C. D. O'Higgins · Chile          | Total club    | Total club    | 15    | 0     | 2      | 2                | 0                | 0                | 0                     | 0                     | 0                     | 17    | 0     | 2      |
| Gimnasia y Esgrima (J) Argentina | 2.ª           | 2024          | 10    | 0     | 0      | —                | —                | —                | —                     | —                     | —                     | 10    | 0     | 0      |
| Gimnasia y Esgrima (J) Argentina | Total club    | Total club    | 10    | 0     | 0      | 0                | 0                | 0                | 0                     | 0                     | 0                     | 10    | 0     | 0      |
| C. A. Aldosivi Argentina         | 2.ª           | 2024          | 15    | 0     | 2      | —                | —                | —                | —                     | —                     | —                     | 15    | 0     | 2      |
| C. A. Aldosivi Argentina         | Total club    | Total club    | 15    | 0     | 2      | 0                | 0                | 0                | 0                     | 0                     | 0                     | 15    | 0     | 2      |
| Defensa y Justicia Argentina     | 1.ª           | 2025          | 0     | 0     | 0      | —                | —                | —                | —                     | —                     | —                     | 0     | 0     | 0      |
| Defensa y Justicia Argentina     | Total club    | Total club    | 7     | 0     | 0      | 4                | 1                | 0                | 9                     | 0                     | 2                     | 20    | 1     | 2      |
| Total carrera                    | Total carrera | Total carrera | 92    | 1     | 7      | 7                | 1                | 0                | 11                    | 0                     | 2                     | 110   | 2     | 9      |
| 1. 2. 3.                         |               |               |       |       |        |                  |                  |                  |                       |                       |                       |       |       |        |

## Palmarés

### Torneos nacionales
| Título           | Club           | País      | Año  |
| ---------------- | -------------- | --------- | ---- |
| Primera Nacional | C. A. Aldosivi | Argentina | 2024 |

### Torneos internacionales
| Título              | Club               | Sede      | Año  |
| ------------------- | ------------------ | --------- | ---- |
| Copa Sudamericana   | Defensa y Justicia | Córdoba   | 2020 |
| Recopa Sudamericana | Defensa y Justicia | São Paulo | 2021 |